# Сейсмічність Коста-Рики
Територія Коста-Рики — характеризується високою сейсмічністю.

## Загальна характеристика
Країна займає всю довжину центральноамериканського перешийка. Зі сходу омивається водами Карибського моря, а із заходу — водами Тихого океану. У центрі та на півдні Коста-Рики здіймаються високі, порізані гори вулканічного походження. З півночі на південь через всю країну тягнуться гірські ланцюги, між ними розташоване Центральне плато. 
Коста-Рика розташована вздовж Тихоокеанського вогняного кола та має високу схильність до сейсмічної активності. Сила землетрусів на території Коста-Рики та в прилеглих акваторіях Карибського моря і Тихого океану, в основному 5-7 бальна, проте мають місце поодинокі сильні (дуже сильні) (за шкалою інтенсивності МSK-64) землетруси, до 8,0 балів (за шкалою Ріхтера), які відбуваються приблизно раз на десятиліття.

## Землетруси у минулі століття
В 1991 році в Коста-Риці стався потужний землетрус, який забрав життя 47 людей.

## Землетруси XXІ століття

### 2009
8 січня, о 21:21 (за київським часом), в Коста-Риці стався сильно помірний (за шкалою інтенсивності МSK-64) землетрус магнітудою 6,1 балів (за шкалою Ріхтера). Його епіцентр знаходився за 35 км на північний захід від столиці країни міста Сан-Хосе. За даними місцевих рятувальних служб, підземні поштовхи відчувалися по всій країні, а також у сусідній Нікарагуа. Шкоду завдано 42 населеним пунктам, в деяких районах пошкоджено лінії електропередач і зв'язку, отримали пошкодження багато будівель. Міжнародний аеропорт Juan Santamaria в Сан-Хосе тимчасово припинив свою роботу. Троє людей загинуло і більше 200 отримали поранення. Станом на 11 січня, кількість загиблих в результаті землетрусу зросла до 34 осіб, більше 50 — зникли безвісти.

### 2010
9 жовтня в Коста-Риці стався помірний (за шкалою інтенсивності МSK-64) землетрус магнітудою 5,9 балів (за шкалою Ріхтера). За даними Геологічної служби США (USGS), епіцентр землетрусу знаходився за 41 км на північний захід від міста Сан-Хосе, гіпоцентр землетрусу залягав на глибині 98 км.
23 жовтня на тихоокеанському узбережжі Коста-Рики стався сильно помірний (за шкалою інтенсивності МSK-64) землетрус магнітудою 6,5 балів (за шкалою Ріхтера). Згідно повідомлення Американського геологічного інституту (AGI), епіцентр землетрусу знаходився в провінції Гуанакасте, приблизно за 8 км від популярного туристичного міста Нікойя. Гіпоцентр землетрусу залягав на глибині близько 40 км.

### 2012
5 вересня поблизу узбережжя Коста-Рики стався сильний (за шкалою інтенсивності МSK-64) землетрус магнітудою 7,9 балів (за шкалою Ріхтера). Згідно повідомлень з Коста-Рики, землетрус був дуже відчутним, постраждала столиця країни, в деяких місцевостях було перервано постачання електроенергії. Тихоокеанський центр попереджень про цунамі попередив про таку загрозу Коста-Рику, Панаму, Нікарагуа, Сальвадор, Гондурас, Мексику, Колумбію, Еквадор, Гватемалу і Перу. Цей землетрус став найпотужнішим у регіоні за останні 20 років.

### 2013
27 серпня у Коста-Риці стався сильно відчутний (за шкалою інтенсивності МSK-64) землетрус магнітудою 4,7 балів (за шкалою Ріхтера). Гіпоцентр землетрусу залягав на глибині 5 км. Напередодні повідомлялося про два підземні поштовхи магнітудою 3,3 і 3,1 балів (за шкалою Ріхтера).

### 2017
12 листопада на тихоокеанському узбережжі Коста-Рики стався сильно помірний (за шкалою інтенсивності МSK-64) землетрус магнітудою 6,5 балів (за шкалою Ріхтера). За даними Геологічної служби США (USGS), епіцентр землетрусу знаходився за 69 км на північний захід від Сан-Хосе, гіпоцентр землетрусу залягав на глибині близько 20 км.

### 2018
18 серпня, Головним центром спеціального контролю ДКАУ, в Коста-Риці зареєстровано помірний (за шкалою інтенсивності МSK-64) землетрус силою 5,8 балів (за шкалою Ріхтера).
9 жовтня у Коста-Риці стався сильно відчутний (за шкалою інтенсивності МSK-64) землетрус магнітудою 4,9 балів (за шкалою Ріхтера). За даними Геологічної служби США (USGS), епіцентр землетрусу знаходився за 46 км на південний схід від міста Кепос в провінції Пунтаренас. Гіпоцентр землетрусу залягав на глибині 10 км.

### 2019
12 травня, за даними Геологічної служби США (USGS), в районі кордону Коста-Рики і Панами стався сильно помірний (за шкалою інтенсивності МSK-64) землетрус магнітудою 6,1 балів (за шкалою Ріхтера). Гіпоцентр землетрусу залягав на глибині 19 км. Відразу після цього стався землетрус магнітудою 6,5 балів з епіцентром за 12 км від міста Пуерто-Армуельєс.
7 серпня у північних та центральних регіонах Коста-Рики стався помірний (за шкалою інтенсивності МSK-64) землетрус магнітудою 5,4 балів (за шкалою Ріхтера). За даними Національної сейсмологічної мережі університету Коста-Рики, епіцентр землетрусу знаходився поблизу міста Венесіа де Сан Карлос, що за 81 км на північ від столиці Сан Хосе, гіпоцентр землетрусу залягав на глибині 111 км. Незважаючи на значну глибину джерела підземних поштовхів, вони були достатньо сильними, аби зумовити евакуацію мешканців декількох будівель.

### 2020
25 серпня, о 00:51 (за київським часом), на заході Коста-Рики стався сильно помірний (за шкалою інтенсивності МSK-64) землетрус магнітудою 6,0 балів (за шкалою Ріхтера). За даними Геологічної служби США (USGS), епіцентр землетрусу знаходився за 3 км від міста Джако, гіпоцентр землетрусу залягав на глибині 27,2 км.

### 2024
22 липня, о 22:19:35 (за київським часом), Головним центром спеціального контролю ДКАУ зареєстровано помірний (за шкалою інтенсивності МSK-64) землетрус силою 5,4 балів (за шкалою Ріхтера), епіцентр якого перебував в Тихому океані за 14 км від прикордонного району Коста-Рика/Панама. Гіпоцентр землетрусу залягав на глибині 10 км. Того ж дня, о  23:17:54 (за київським часом), Головним центром спеціального контролю ДКАУ було зафіксовано другий землетрус силою 5,4 балів з епіцентром в Тихому океані, але за 20 км від прикордонного району Коста-Рика/Панама.